# Eastern Creek Raceway
Eastern Creek è un tracciato che si trova a Sydney, a circa 40 km dal centro città.

## Storia

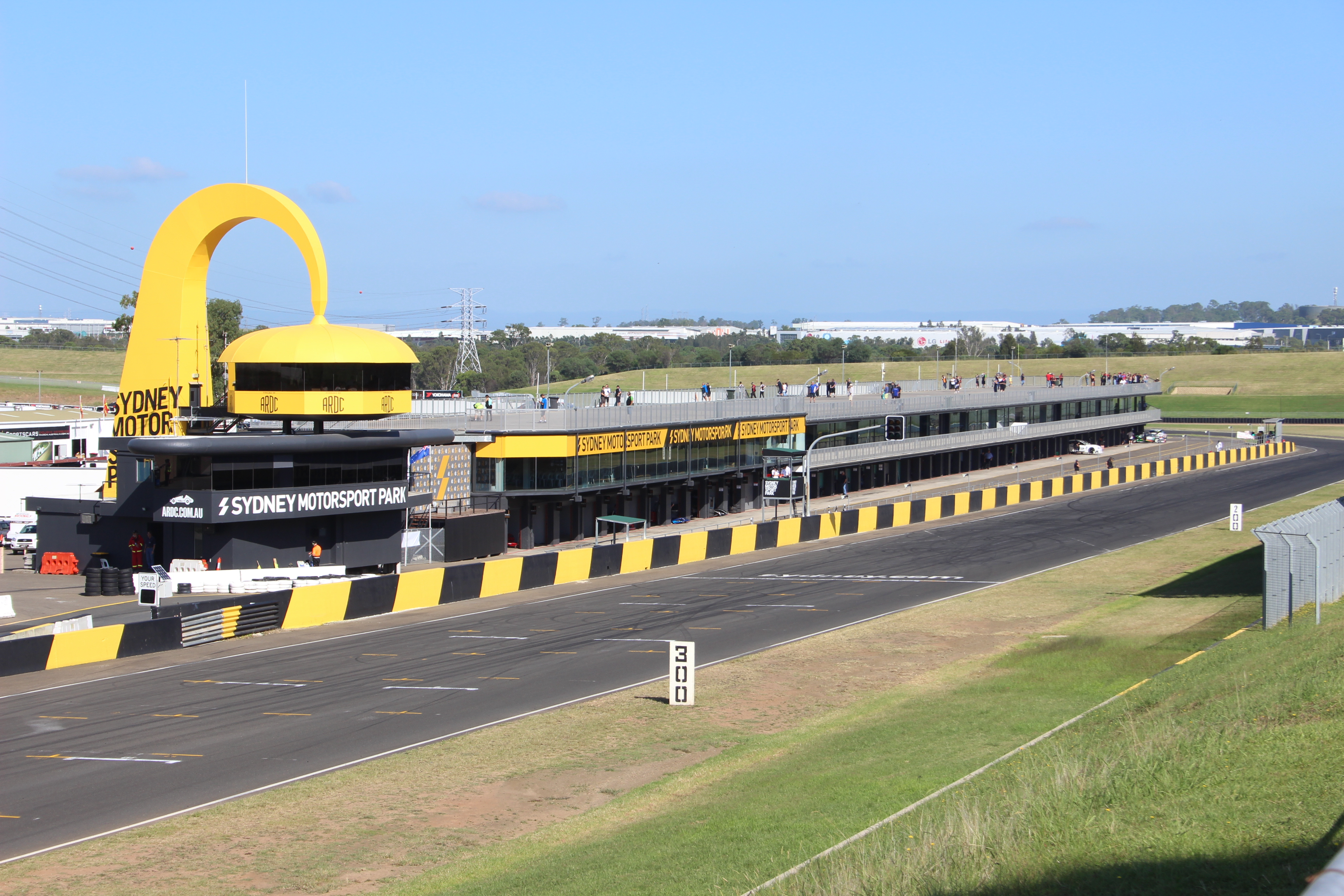
Rettilineo principale, pit lane e direzione gara (2013)

Il circuito, situato nel Nuovo Galles del Sud, è stato inaugurato nel 1990 e presenta un tracciato da 3.930 m composto da 12 curve, su cui si gira in senso antiorario.
In passato ha ospitato sei edizioni del Gran Premio d'Australia del Motomondiale, dal 1991 al 1996; avrebbe dovuto ospitarne anche l'edizione del 1990 ma non è stato approntato in tempo utile.
Oltre al Motomondiale ha ospitato, dal 2005 al 2008, la serie di competizioni destinate alle monoposto dell'A1 Grand Prix.
Nei tempi più recenti ospita il campionato australiano riservato alle vetture turismo Supercars.
I record sul giro del circuito risalgono pertanto a diversi anni fa, al 1996 per quanto riguarda le moto e al 2007 per le auto.
Nel 2012 viene aggiunta una variante che va a creare il circuito Brabham, di circa 4,5 km di lunghezza. Tuttavia, il V8 Supercars continua ad usare il circuito Gardner, quello tradizionale da 3,9 km. Viene inoltre allungato il circuito Amaroo, dotato ora anche di box indipendenti e con un'estensione di circa 1,8 km.

## Albo d'oro del Motomondiale
| Anno | Classe 125              | Classe 250              | Classe 500               |
| ---- | ----------------------- | ----------------------- | ------------------------ |
| 1991 | Loris Capirossi (Honda) | Luca Cadalora (Honda)   | Wayne Rainey (Yamaha)    |
| 1992 | Ralf Waldmann (Honda)   | Luca Cadalora (Honda)   | Michael Doohan (Honda)   |
| 1993 | Dirk Raudies (Honda)    | Tetsuya Harada (Yamaha) | Kevin Schwantz (Suzuki)  |
| 1994 | Kazuto Sakata (Aprilia) | Max Biaggi (Aprilia)    | John Kocinski (Cagiva)   |
| 1995 | Haruchika Aoki (Honda)  | Ralf Waldmann (Honda)   | Michael Doohan (Honda)   |
| 1996 | Garry McCoy (Aprilia)   | Max Biaggi (Aprilia)    | Loris Capirossi (Yamaha) |